# Degeneriaceae
Degeneriaceae é uma família de plantas com flor da divisão Magnoliophyta pertencente à ordem Magnoliales, endémica nas ilhas Fiji. O sistema APG IV de 2016 (inalterado desde o sistema APG de 1998), reconhece esta família e estabelece a sua inclusão na ordem Magnoliales do clade magnoliids. Consta de um único género de árvores de médio porte, Degeneria, com duas espécies (alguns autores consideram uma espécie e uma subespécie), com distribuição natural restrita a algumas das ilhas Fiji.

## Descrição

### Morfologia
As plantas do género Degeneria, o único da família Degeneriaceae, são médias a grandes árvores (meso a megafanerófitos) aromáticas. Os caules com nodos 3-5-lacunares, medula com diafragmas transversais de esclereídeos. Sem indumento.
As folhas são alternas, simples, inteiras, pinatinérvias, pecioladas, sem estípulas, com pontos glandulares de células secretoras de óleos essenciais. Os estomas são paracíticos.
São plantas hermafroditas, com flores perfeitas, grandes, actinomorfas, hipóginas, solitárias e pêndulas no extremo de pedúnculos supra-axilares bracteados aproximadamente pela metade. O receptáculo é ligeiramente convexo, com disco hipógino ausente. As sépalas são 3, univerticiladas e persistentes. As pétalas são 12-25, imbricados, em espiral, carnosas, caducas e sésseis.
Os estames são 30-50, em espiral, livres, laminares, trinervados, anteras adnatas, abaxiais, imersas, com dois pares de microesporângios longitudinalmente deiscentes; estaminódios 3-10, intra-estaminais, cuculados para dentro, similares aos estames, não petaloides. Apenas um carpelo, incompletamente fechado na ântese, com superfícies estigmáticas que se estendem ao longo das margens, as papilas estigmáticas entrelaçadas fecham a abertura.
Os óvulos são 20-32, anátropos, bitégmicos, crasinucelados, de placentação laminar, em forma de uma fila submarginal de cada lado do carpelo (ou completamente marginal, com as placentas deslocadas em direcção ao interior pelo engrossamento dos bordos do carpelo). Os funículos estão ausentes numa fila e são longos na outra, com obturador funicular grande.
O pólen é navicular, anassulcado, com superfície psilada, colpo surgindo no pólo distal, de comprimento variável, às vezes dando uma volta quase completa; ectexina amorfa, endexina granular.
Fruto em folículo, mais ou menos carnudo ou coreáceo, com epicarpo duro, deiscente pela sutura ventral após cair aos solo.
As sementes são 20-30, achatadas, com exotesta delgada, sarcomesotesta alaranjada ou vermelha, endotesta lignificada, endosperma abundante, oleoso, ruminado, embrião muito pequeno, com 3(-4) cotilédones.
O número cromossómico é 2n = 24.
Estrutura floral
A estrutura floral do género Degeneria é incomum, considerada primitiva entre as plantas com flor. Os estames são similares aos dos géneros Austrobaileya, Galbulimima e de algumas Magnoliaceae, sem antera distinta, filamento e conectivo, sendo de forma semelhante a uma folha, com dois pares de microsporângios embebidos na superfície. Para além disso, apresentam três nervuras, em vez da nervura única presente nos estames da maioria das angiospérmicas.
O gineceu também se desenvolve de uma forma incomum, similar às Winteraceae, com placentação laminar, i.e., o carpelo imaturo tem a forma de um copo, e os óvulos desenvolvem-se na sua superfície superior. As margens do carpelo nunca se fundem completamente, permanecendo uma  fenda, preenchida por tricomas, através da qual os tubos polínicos crescem em direcção aos óvulos.

### Ecologia
A polinização é cantaridófila. A flor é protógina (funcionalmente feminina) ao abrir, com os estaminódios e as pétalas a encerrar os estames. No dia seguinte, os estaminódios aderem ao carpelo, expondo os estames deiscentes, que cobrem de pólen os escaravelhos que as visitam (passa a ser funcionalmente masculina).

### Fitoquímica
Nas plantas da família Degeneriaceae estão presentes glicosídeos derivados da quercetina e substâncias cianogénicas. Estão aparentemente ausentes as proantocianidinas e os alcaloides.

## Taxonomia
Os dados morfológicos e filogenéticos disponíveis permitem supor que a flor de Degeneria era originalmente multicarpelada e que formava inflorescências. A exina do grão de pólen foi interpretada como primitivamente sem columelas, ou seja, muito primitiva. Desde a sua descrição original, a família foi associada com as Himantandraceae e Magnoliaceae na ordem Magnoliales, embora as Eupomatiaceae pareçam mais próximas dadas as semelhanças na anatomia do xilema.
Tendo em conta os dados correntemente disponíveis, as Degeneriaceae foram correctamente associadas desde a sua descrição com as Magnoliaceae, Eupomatiaceae, Annonaceae e Himantandraceae na ordem Magnoliales.
A monofilia e posição sistemática inter-familiar das Degeneriaceae está bem suportada por uma combinação de evidências de natureza morfológica e molecular.  A partir do sistema APG II as Degeneriaceae foram colocadas entre as Magnoliid como parentes próximos das Himantandraceae.  No sistema de classificação APG IV, do APG (Angiosperm Phylogeny Group), o grupo é considerado um clade médio da evolução da ordem Magnoliales e grupo irmão da família Himantandraceae. O seguinte cladograma mostra a posição da família Degeneriaceae entre as Magnoliidae:
|  | Canellales |
|  |            |
|  | Piperales  |
|  |            |

|  | Degeneriaceae   |
|  |                 |
|  | Himantandraceae |
|  |                 |

|  | Eupomatiaceae |
|  |               |
|  | Annonaceae    |
|  |               |

|  | Degeneriaceae   |
|  |                 |
|  | Himantandraceae |
|  |                 |

|  | Eupomatiaceae |
|  |               |
|  | Annonaceae    |
|  |               |

|  | Degeneriaceae   |
|  |                 |
|  | Himantandraceae |
|  |                 |

|  | Eupomatiaceae |
|  |               |
|  | Annonaceae    |
|  |               |

|  | Degeneriaceae   |
|  |                 |
|  | Himantandraceae |
|  |                 |

|  | Eupomatiaceae |
|  |               |
|  | Annonaceae    |
|  |               |

|  | Degeneriaceae   |
|  |                 |
|  | Himantandraceae |
|  |                 |

|  | Eupomatiaceae |
|  |               |
|  | Annonaceae    |
|  |               |

|  | Degeneriaceae   |
|  |                 |
|  | Himantandraceae |
|  |                 |

|  | Eupomatiaceae |
|  |               |
|  | Annonaceae    |
|  |               |

|  | Degeneriaceae   |
|  |                 |
|  | Himantandraceae |
|  |                 |

|  | Eupomatiaceae |
|  |               |
|  | Annonaceae    |
|  |               |

|  | Degeneriaceae   |
|  |                 |
|  | Himantandraceae |
|  |                 |

|  | Eupomatiaceae |
|  |               |
|  | Annonaceae    |
|  |               |

|  | Degeneriaceae   |
|  |                 |
|  | Himantandraceae |
|  |                 |

|  | Eupomatiaceae |
|  |               |
|  | Annonaceae    |
|  |               |

|  | Degeneriaceae   |
|  |                 |
|  | Himantandraceae |
|  |                 |

|  | Eupomatiaceae |
|  |               |
|  | Annonaceae    |
|  |               |

|  | Degeneriaceae   |
|  |                 |
|  | Himantandraceae |
|  |                 |

|  | Eupomatiaceae |
|  |               |
|  | Annonaceae    |
|  |               |

|  | Degeneriaceae   |
|  |                 |
|  | Himantandraceae |
|  |                 |

|  | Eupomatiaceae |
|  |               |
|  | Annonaceae    |
|  |               |

|  | Degeneriaceae   |
|  |                 |
|  | Himantandraceae |
|  |                 |

|  | Eupomatiaceae |
|  |               |
|  | Annonaceae    |
|  |               |

|  | Degeneriaceae   |
|  |                 |
|  | Himantandraceae |
|  |                 |

|  | Eupomatiaceae |
|  |               |
|  | Annonaceae    |
|  |               |

|  | Degeneriaceae   |
|  |                 |
|  | Himantandraceae |
|  |                 |

|  | Eupomatiaceae |
|  |               |
|  | Annonaceae    |
|  |               |

|  | Degeneriaceae   |
|  |                 |
|  | Himantandraceae |
|  |                 |

|  | Eupomatiaceae |
|  |               |
|  | Annonaceae    |
|  |               |

|  | Canellales |
|  |            |
|  | Piperales  |
|  |            |

|  | Degeneriaceae   |
|  |                 |
|  | Himantandraceae |
|  |                 |

|  | Eupomatiaceae |
|  |               |
|  | Annonaceae    |
|  |               |

|  | Degeneriaceae   |
|  |                 |
|  | Himantandraceae |
|  |                 |

|  | Eupomatiaceae |
|  |               |
|  | Annonaceae    |
|  |               |

|  | Degeneriaceae   |
|  |                 |
|  | Himantandraceae |
|  |                 |

|  | Eupomatiaceae |
|  |               |
|  | Annonaceae    |
|  |               |

|  | Degeneriaceae   |
|  |                 |
|  | Himantandraceae |
|  |                 |

|  | Eupomatiaceae |
|  |               |
|  | Annonaceae    |
|  |               |

|  | Degeneriaceae   |
|  |                 |
|  | Himantandraceae |
|  |                 |

|  | Eupomatiaceae |
|  |               |
|  | Annonaceae    |
|  |               |

|  | Degeneriaceae   |
|  |                 |
|  | Himantandraceae |
|  |                 |

|  | Eupomatiaceae |
|  |               |
|  | Annonaceae    |
|  |               |

|  | Degeneriaceae   |
|  |                 |
|  | Himantandraceae |
|  |                 |

|  | Eupomatiaceae |
|  |               |
|  | Annonaceae    |
|  |               |

|  | Degeneriaceae   |
|  |                 |
|  | Himantandraceae |
|  |                 |

|  | Eupomatiaceae |
|  |               |
|  | Annonaceae    |
|  |               |

|  | Degeneriaceae   |
|  |                 |
|  | Himantandraceae |
|  |                 |

|  | Eupomatiaceae |
|  |               |
|  | Annonaceae    |
|  |               |

|  | Degeneriaceae   |
|  |                 |
|  | Himantandraceae |
|  |                 |

|  | Eupomatiaceae |
|  |               |
|  | Annonaceae    |
|  |               |

|  | Degeneriaceae   |
|  |                 |
|  | Himantandraceae |
|  |                 |

|  | Eupomatiaceae |
|  |               |
|  | Annonaceae    |
|  |               |

|  | Degeneriaceae   |
|  |                 |
|  | Himantandraceae |
|  |                 |

|  | Eupomatiaceae |
|  |               |
|  | Annonaceae    |
|  |               |

|  | Degeneriaceae   |
|  |                 |
|  | Himantandraceae |
|  |                 |

|  | Eupomatiaceae |
|  |               |
|  | Annonaceae    |
|  |               |

|  | Degeneriaceae   |
|  |                 |
|  | Himantandraceae |
|  |                 |

|  | Eupomatiaceae |
|  |               |
|  | Annonaceae    |
|  |               |

|  | Degeneriaceae   |
|  |                 |
|  | Himantandraceae |
|  |                 |

|  | Eupomatiaceae |
|  |               |
|  | Annonaceae    |
|  |               |

|  | Degeneriaceae   |
|  |                 |
|  | Himantandraceae |
|  |                 |

|  | Eupomatiaceae |
|  |               |
|  | Annonaceae    |
|  |               |

|  | Canellales |
|  |            |
|  | Piperales  |
|  |            |

|  | Degeneriaceae   |
|  |                 |
|  | Himantandraceae |
|  |                 |

|  | Eupomatiaceae |
|  |               |
|  | Annonaceae    |
|  |               |

|  | Degeneriaceae   |
|  |                 |
|  | Himantandraceae |
|  |                 |

|  | Eupomatiaceae |
|  |               |
|  | Annonaceae    |
|  |               |

|  | Degeneriaceae   |
|  |                 |
|  | Himantandraceae |
|  |                 |

|  | Eupomatiaceae |
|  |               |
|  | Annonaceae    |
|  |               |

|  | Degeneriaceae   |
|  |                 |
|  | Himantandraceae |
|  |                 |

|  | Eupomatiaceae |
|  |               |
|  | Annonaceae    |
|  |               |

|  | Degeneriaceae   |
|  |                 |
|  | Himantandraceae |
|  |                 |

|  | Eupomatiaceae |
|  |               |
|  | Annonaceae    |
|  |               |

|  | Degeneriaceae   |
|  |                 |
|  | Himantandraceae |
|  |                 |

|  | Eupomatiaceae |
|  |               |
|  | Annonaceae    |
|  |               |

|  | Degeneriaceae   |
|  |                 |
|  | Himantandraceae |
|  |                 |

|  | Eupomatiaceae |
|  |               |
|  | Annonaceae    |
|  |               |

|  | Degeneriaceae   |
|  |                 |
|  | Himantandraceae |
|  |                 |

|  | Eupomatiaceae |
|  |               |
|  | Annonaceae    |
|  |               |

|  | Degeneriaceae   |
|  |                 |
|  | Himantandraceae |
|  |                 |

|  | Eupomatiaceae |
|  |               |
|  | Annonaceae    |
|  |               |

|  | Degeneriaceae   |
|  |                 |
|  | Himantandraceae |
|  |                 |

|  | Eupomatiaceae |
|  |               |
|  | Annonaceae    |
|  |               |

|  | Degeneriaceae   |
|  |                 |
|  | Himantandraceae |
|  |                 |

|  | Eupomatiaceae |
|  |               |
|  | Annonaceae    |
|  |               |

|  | Degeneriaceae   |
|  |                 |
|  | Himantandraceae |
|  |                 |

|  | Eupomatiaceae |
|  |               |
|  | Annonaceae    |
|  |               |

|  | Degeneriaceae   |
|  |                 |
|  | Himantandraceae |
|  |                 |

|  | Eupomatiaceae |
|  |               |
|  | Annonaceae    |
|  |               |

|  | Degeneriaceae   |
|  |                 |
|  | Himantandraceae |
|  |                 |

|  | Eupomatiaceae |
|  |               |
|  | Annonaceae    |
|  |               |

|  | Degeneriaceae   |
|  |                 |
|  | Himantandraceae |
|  |                 |

|  | Eupomatiaceae |
|  |               |
|  | Annonaceae    |
|  |               |

|  | Degeneriaceae   |
|  |                 |
|  | Himantandraceae |
|  |                 |

|  | Eupomatiaceae |
|  |               |
|  | Annonaceae    |
|  |               |

|  | Canellales |
|  |            |
|  | Piperales  |
|  |            |

|  | Degeneriaceae   |
|  |                 |
|  | Himantandraceae |
|  |                 |

|  | Eupomatiaceae |
|  |               |
|  | Annonaceae    |
|  |               |

|  | Degeneriaceae   |
|  |                 |
|  | Himantandraceae |
|  |                 |

|  | Eupomatiaceae |
|  |               |
|  | Annonaceae    |
|  |               |

|  | Degeneriaceae   |
|  |                 |
|  | Himantandraceae |
|  |                 |

|  | Eupomatiaceae |
|  |               |
|  | Annonaceae    |
|  |               |

|  | Degeneriaceae   |
|  |                 |
|  | Himantandraceae |
|  |                 |

|  | Eupomatiaceae |
|  |               |
|  | Annonaceae    |
|  |               |

|  | Degeneriaceae   |
|  |                 |
|  | Himantandraceae |
|  |                 |

|  | Eupomatiaceae |
|  |               |
|  | Annonaceae    |
|  |               |

|  | Degeneriaceae   |
|  |                 |
|  | Himantandraceae |
|  |                 |

|  | Eupomatiaceae |
|  |               |
|  | Annonaceae    |
|  |               |

|  | Degeneriaceae   |
|  |                 |
|  | Himantandraceae |
|  |                 |

|  | Eupomatiaceae |
|  |               |
|  | Annonaceae    |
|  |               |

|  | Degeneriaceae   |
|  |                 |
|  | Himantandraceae |
|  |                 |

|  | Eupomatiaceae |
|  |               |
|  | Annonaceae    |
|  |               |

|  | Degeneriaceae   |
|  |                 |
|  | Himantandraceae |
|  |                 |

|  | Eupomatiaceae |
|  |               |
|  | Annonaceae    |
|  |               |

|  | Degeneriaceae   |
|  |                 |
|  | Himantandraceae |
|  |                 |

|  | Eupomatiaceae |
|  |               |
|  | Annonaceae    |
|  |               |

|  | Degeneriaceae   |
|  |                 |
|  | Himantandraceae |
|  |                 |

|  | Eupomatiaceae |
|  |               |
|  | Annonaceae    |
|  |               |

|  | Degeneriaceae   |
|  |                 |
|  | Himantandraceae |
|  |                 |

|  | Eupomatiaceae |
|  |               |
|  | Annonaceae    |
|  |               |

|  | Degeneriaceae   |
|  |                 |
|  | Himantandraceae |
|  |                 |

|  | Eupomatiaceae |
|  |               |
|  | Annonaceae    |
|  |               |

|  | Degeneriaceae   |
|  |                 |
|  | Himantandraceae |
|  |                 |

|  | Eupomatiaceae |
|  |               |
|  | Annonaceae    |
|  |               |

|  | Degeneriaceae   |
|  |                 |
|  | Himantandraceae |
|  |                 |

|  | Eupomatiaceae |
|  |               |
|  | Annonaceae    |
|  |               |

|  | Degeneriaceae   |
|  |                 |
|  | Himantandraceae |
|  |                 |

|  | Eupomatiaceae |
|  |               |
|  | Annonaceae    |
|  |               |

A família Degeneriaceae é monotípica, tendo como único género Degeneria, nome genérico que é um epónimo de Otto Degener, o botânico que descreveu D. vitiensis em 1942. O género Degeneria contém duas espécies de árvores endémicas das ilhas Fiji:
- Degeneria roseiflora John M.Mill. — nativa das ilhas Vanua Levu e Taveuni, conhecida pelo nome comum de karawa;
- Degeneria vitiensis L.W.Bailey & A.C.Sm. — nativa de Viti Levu, conhecida pelo nome comum de masiratu. Esta espécie aparece nas notas de cinco dólares das Fiji.

Alguns autores preferem considerar D. roseiflora como uma subespécie de D. vitiensis do que resulta a seguinte estrutura taxonómica interna para a família:
- Género Degeneria I.W. Bailey & A.C. Smith, 1942
- Espécie Degeneria vitiensis I.W. Bailey & A.C. Smith, 1942, endémica das ilhas Fiji.
  - Subespécie vitiensis
  - Subespécie roseiflora (John M. Mill., 1988) Doweld, 2003